# ニューヨーク・ジェッツ
ニューヨーク・ジェッツ（英語: New York Jets、略称: NYJ）は、アメリカ合衆国ニュージャージー州イーストラザフォードに本拠地をおくNFL（ナショナル・フットボール・リーグ）チーム。AFC東地区に所属している。
チーム名には「ニューヨーク」の地名を冠しているが、1984年以降はマンハッタンから十数km離れたニュージャージー州イーストラザフォードにあるスタジアムを本拠地としている。事務所及び練習施設はニュージャージー州モリス郡のフローラムパークに位置している。愛称はかつての本拠地だったシェイ・スタジアムがラガーディア空港に近かったことに由来する。

## 歴史

### 1960年から1980年まで
1960年、アメリカン・フットボール・リーグ（AFL）の一員として創設された。当時はニューヨーク・タイタンズという愛称でポロ・グラウンズを本拠地とした。初代コーチにはサミー・ボウが就任し最初の2シーズンは7勝7敗だったが観客動員は振るわなかった。新ヘッドコーチにブルドッグ・ターナーを迎えた1962年は5勝9敗に終わるとチームは倒産の危機に直面した。これを救ったのはMCAのソニー・ワーブリン、レオン・ヘスらがチームをハリー・ワイズマーから100万ドルで買い取った、1963年4月15日にチームはジェッツと愛称を変えると共に、1958年、1959年にボルチモア・コルツをNFLチャンピオンにしたウィーブ・ユーバンクをヘッドコーチに迎えた。 
1964年、ドラフト1巡でマット・スネルを獲得、1966年のドラフト6巡でエマーソン・ブーザーを獲得した。
1967年にアラバマ大学出身のジョー・ネイマスが入団すると共にチーム成績は向上、8勝5敗1分で終わった。ネイマスは当時14試合だったシーズン、パスで4007ヤードを獲得、プロフットボール史上初のシーズン4000ヤードをマークした。翌1968年にはAFLチャンピオンシップゲームでオークランド・レイダースを27-23で破り、1969年1月12日に行われたスーパーボウルの前身であるNFL-AFLチャンピオンシップ第3回大会（第3回スーパーボウル）においてAFL代表として初めて優勝した。この試合は対戦相手のボルチモア・コルツが有利と予想されていたがネイマスは日曜の試合は勝つと予告して（"We're gonna win the game. I guarantee you."）試合は16-7でジェッツが優勝した。同年のワールドシリーズでも同じくシェイ・スタジアムを本拠地とするニューヨーク・メッツが優勝した。
スーパーボウルを制した後、ネイマスは膝の怪我で1970年、1971年、1973年のシーズンの多くの試合を欠場、1972年、1974年は7勝7敗の成績で終わったがプレーオフに出場することなく1976年には11試合でわずか4タッチダウン(TD)しか投げられず逆に16インターセプト(INT)を喫してしまった（ニューイングランド戦での1試合6INTを含む）。1977年ネイマスはウェーバー公示されロサンゼルス・ラムズに移籍した後4試合に出場し34歳で引退した。
1971年のドラフト1巡で獲得したジョン・リギンズは、1975年に1000ヤードラッシャーとなった後、フリーエージェントでワシントン・レッドスキンズに去った。
ウォルト・マイケルズが新ヘッドコーチに就任した1977年、ドラフトでウェズリー・ウォーカーを獲得した。この年チームは3勝11敗になり、1978年チームは先発QBをリチャード・トッドから無名だったマット・ロビンソンに変更して8勝8敗の成績をあげた。このシーズン残り2試合を残して8勝6敗でプレーオフ進出の望みがあったが最後の2試合で連敗してしまった。
1979年には再びトッドが先発QBに返り咲き8勝8敗、1980年にはトッドが30INTを喫して4勝12敗に終わった。このシーズンは開幕から14連敗しており1勝15敗に終わったニューオーリンズ・セインツに敗れている。
1970年代のチームは勝ち越すことがなかったが、その間タイトエンドのリッチ・キャスターは3回プロボウルに選ばれた。

### 1981年から1996年まで
1981年は1970年にAFLがNFLに吸収合併されて以来初めて勝ち越し10勝5敗1分の成績をあげてプレーオフに出場した。トッドはパスで3231ヤード、25TDを獲得、主なターゲットはウェズリー・ウォーカー、ジェローム・バーカムであった。ディフェンスのマーク・ガスティノー、ジョー・クレッコの2人は相手QBに合計40サックを浴びせ、マーティ・ライオンズ、アブドゥル・サラームと共にニューヨーク証券取引所(New York Stock Exchange)をもじってニューヨーク・サック・エクスチェンジ(New York Sack Exchange)と呼ばれた。
1982年にはサック・エクスチェンジに代表されるディフェンスとフリーマン・マクニールの活躍でプレーオフに入ってもロードでシンシナティ・ベンガルズ、オークランド・レイダースを破りAFCチャンピオンシップゲームでマイアミ・ドルフィンズと対戦した。オレンジボウルで行われたこの試合は大雨が降ったにも係わらずドルフィンズはフィールドをカバーしなかったため非常に悪いコンディションで行われたこの試合トッドはパス37本中15本しか成功できず5INTを喫し、ディフェンスがデビッド・ウッドリーをパス21回中9本成功、87ヤード、3インターセプトと抑えたものの0-14で敗れた。この年12月6日、デトロイト・ライオンズとのマンデーナイトフットボールで、ウェズリー・ウォーカーが3TDをあげた。
1983年にジョー・ウォルトンが新ヘッドコーチとなったが7勝9敗に終わった。シーズン終了後、これまでニューヨーク・メッツのシーズン終了までシェイ・スタジアムでのゲームができず、ロードでの遠征を強いられていたジェッツはニュージャージー州イーストラザフォードにあるジャイアンツ・スタジアムに本拠地を移した。またチームオフィスもタイムズスクエアからマンハッタンに移動した。
1984年、ベテランQBのパット・ライアンが11試合に先発し、前年のドラフト1巡指名のケン・オブライエンはシーズン終盤に先発に昇格した。このシーズンは7勝9敗に終わった。マーク・ガスティノーがNFLシーズン記録となる22サックをあげた。
1985年オブライエンは25TD（ミッキー・シューラーへ7本、ウェズリー・ウォーカーへ5本）、8INTの好成績をおさめ4人のランニングバックが合計18TDをあげて11勝5敗となり初めてホームスタジアムでプレーオフを迎えたが第20回スーパーボウルに出場したニューイングランド・ペイトリオッツに14-26で敗れた。
1986年は開幕から9連勝、10勝1敗の好スタートを切った。ウェズリー・ウォーカーが12TDレシーブ、2年目のアル・ツーンも8TDレシーブをあげたがオブライエンが指を負傷、他にも怪我人が続出して終盤5連敗して10勝6敗でプレーオフを迎えた。プレーオフではパット・ライアンが先発しワイルドカードプレーオフでカンザスシティ・チーフスを破り、ディビジョナルプレーオフでは、敵地に乗り込みクリーブランド・ブラウンズと対戦した。第4Q終了直前、ジェッツ3点リード、ブラウンズの攻撃2ndアンド24でバーニー・コーザーのパスは失敗したがこのプレイでギャスティノーがラフィング・ザ・パッサーの反則を取られてファーストダウンを与えてしまいFGで同点となり、ダブルオーバータイムの末、マーク・モーズリーのFGが決まり敗れた。
1989年、ドラフト2巡で指名されたデニス・バードが7サックをあげた。
1990年にシンシナティ・ベンガルズのオフェンス・コーディネーターであったブルース・コスレットがヘッドコーチとなった。
1991年にブラッド・バクスターが自己最高の11TDランをあげた。過去2シーズンで10勝22敗と大きく負け越していたチームは最終節にドルフィンズを破り8勝8敗ながらプレーオフ出場を決めた。ワイルドカードプレーオフではヒューストン・オイラーズと対戦し10-17で敗れた。
1992年、コスレットはオブライエンに代えて2年目のQBブローニング・ネイグルを起用したが4勝12敗に終わった。11月の試合中、デニス・バードがカンザスシティ・チーフスとの試合中の怪我で下半身麻痺となり引退を余儀なくされた。幸運なことにステロイド治療の末、彼は数ヶ月後には自分の足で歩くことができるようになった。シーズン終了後ドラフト3巡目指名権と引換えにコスレットがかつてベンガルズで指導したブーマー・アサイアソンを獲得した。
1993年シーズン半ばチームは連勝しプレーオフ進出が期待されたが8勝8敗でプレーオフを逃しコスレットは解雇された。4シーズンで26勝38敗の成績であった。
後任のヘッドコーチにはピート・キャロルが就任した。1994年11月27日のドルフィンズ戦で相手QBのダン・マリーノはアーロン・グレンにサックされそうになったがスパイクするフェイクを見せた後、マーク・イングラムへの逆転のTDパスを成功させた。このプレイは"The Fake Spike"として知られている (Clock Play) 。チームは最後の4試合を連敗し6勝10敗でAFC東地区最下位になりキャロルは1年で契約を切られ、フィラデルフィア・イーグルスのヘッドコーチだったリッチ・コータイトが新ヘッドコーチになった。1995年を3勝13敗、1996年を1勝15敗と2シーズン連続でNFL最悪の成績で終えてコータイトは解雇された。（イーグルス時代も含めたコータイトコーチのキャリア最後の39試合は4勝35敗でNFL史上ワーストの成績となっている）。

### 1997年以降
1997年にニューヨーク・ジャイアンツ時代スーパーボウルを制覇しているビル・パーセルズ（ニューイングランド・ペイトリオッツヘッドコーチ）を招いた。前年ドラフト全体1位指名のWRキーショーン・ジョンソンの活躍などでQBのニール・オドネルは17TDパスを投げ、エイドリアン・マレルが1000ヤードラッシャーとなった。チームは9勝7敗だったがプレーオフ出場は逃した。
1998年にはペイトリオッツRBのカーティス・マーティン、控えQBとしてビニー・テスタバーディを獲得した。またケビン・マワイをフリーエージェントで獲得した。チームは1960年代以来となる地区優勝を果たした。この年パーセルはチームロゴやユニフォームを60年代に活躍した時代のものに戻す決定を行った。グレン・フォーリーが2試合先発した後、パーセルは先発QBをテスタバーディに変更、彼は29TDパスを投げてマーティンは1287ヤード、8TDランをあげた。キーショーン・ジョンソンとウェイン・クレベットは共にレシーブで1000ヤードを越えて最後の12試合で11勝をあげたチームは12勝4敗でNFL加入後初の地区優勝を果たした。ディビジョナルプレーオフでジャクソンビル・ジャガーズを破りAFCチャンピオンシップゲームでデンバー・ブロンコスと対戦した。この試合10-0とリードしたがテスタバーディの2つのインターセプト、相手RBのテレル・デービスが167ヤードを走る活躍で10-23で逆転負けした。この年アーロン・グレンが6インターセプトをあげた。翌1999年にはテスタバーディが開幕戦のペイトリオッツとの試合でアキレス腱を断裂、リック・マイアー（4勝6敗）、レイ・ルーカス（4勝2敗）が代わりに先発した。
1999年、シーズン前にレオン・ヘスオーナーが85歳で亡くなっておりシーズン終了後チームはジョンソン・エンド・ジョンソンのウッディ・ジョンソンが買い取った。
2000年のドラフトでは1巡指名権4つを利用してDEショーン・エリス、ジョン・エイブラハム、TEアンソニー・ベクト、QBチャド・ペニントンを獲得した。この年、パーセルズの下でアシスタントコーチを務めていたビル・ベリチックがヘッドコーチに昇格するが、翌日、ペイトリオッツのヘッドコーチとなるため退団し、後任のヘッドコーチには長年アシスタントコーチを務めたアル・グローが昇格した。グローはキーショーン・ジョンソンをタンパベイ・バッカニアーズにトレードし複数のドラフト1巡指名権と交換した。この年のドルフィンズとのマンデーナイトフットボールでは第3Q終了時点で7-30とリードされたがオーバータイムの末、40-37で逆転勝利した。この試合はマンデーナイト・ミラクルと呼ばれている。シーズン終盤の9試合で3勝しかあげられず、9勝7敗でプレーオフを逃しグローは母校のバージニア大学のヘッドコーチとなるために辞任した。フロント入りしていたパーセルズもこのシーズンでチームを去った。
2001年、タンパベイ・バッカニアーズのヘッドコーチ、トニー・ダンジーの下でアシスタントコーチを務めていたハーマン・エドワーズが新ヘッドコーチとなった。エドワーズコーチ就任1年目からプレーオフに進出した。チームはこのシーズン53ヤードの決勝FGを決めて勝利したオークランド・レイダースと再戦した。チャーリー・ガーナーの87ヤードTDランなどで24-37でチームは敗れた。このプレイでヴィクター・グリーンに対するホールディングがあったのではとジェッツファンは思ったが反則はコールされなかった。この年のニューイングランド・ペイトリオッツ戦でモー・ルイスのヒットを受けた相手QBドリュー・ブレッドソーが負傷退場した。その試合がトム・ブレイディがエースQBとなるきっかけとなり、ジェッツは長年ペイトリオッツ相手に苦杯をなめることとなった。
2002年はAFC東地区全4チームが12月になっても地区優勝を争う混戦になった。シーズン当初はテスタバーディが先発し1勝3敗になったところから、ペニントンが先発の座を奪い。22TD、6INTの成績をあげてチームは地区優勝を果たした。コルツとのプレーオフではペイトン・マニングをパス31回中14回成功。137ヤード、被インターセプト2と抑え、41-0で圧勝した。ディビジョナルプレーオフでレイダースに敗れた。
2003年シーズン開幕前に多くの選手がフリーエージェントでチームを離れた。ワシントン・レッドスキンズに移籍した選手が多く彼らは"jetskins"と呼ばれた。プレシーズンゲームでペニントンが手首を脱臼および骨折してシーズン半ばまで欠場、それまでテスタバーディが先発しチームは6勝10敗でシーズンを終えた。
2004年には開幕から5連勝した後、続く3試合中2試合を落としたが10勝6敗でプレーオフに進出、プロボウルに選出されているドリュー・ブリーズ、ラダニアン・トムリンソン、アントニオ・ゲイツらを擁するサンディエゴ・チャージャーズと対戦した。17-10とリードした残り20秒、4ダウンでブリーズのパスは不成功に終わったがエリック・バートンがラフィング・ザ・パッサーの反則を取られて1ヤードからのチャージャーズの攻撃となり次のプレイでゲイツへのTDパスが決まり試合はオーバータイムに持ち込まれた。オーバータイムではチャージャーズの新人キッカーのネイト・ケディングの40ヤードのFGが失敗し、ジェッツはダグ・ブライエンが28ヤードのFGを成功し勝利した。続くディビジョナルプレーオフではシーズン15勝1敗のスティーラーズと対戦、サンタナ・モスのパンとリターンTD、レジー・トングのインターセプトTDなどで17-17と同点で迎えた第4Q、ブライエンが47ヤードのFGを狙ったがクロスバーに当たり失敗、デビッド・バレットがその後相手のパスをインターセプト、ブライエンが43ヤードのFGを狙ったがまたもや失敗に終わり、試合はオーバータイムにもつれ、スティーラーズのキッカージェフ・リードの33ヤードのFGが決まりジェッツは敗れた。このシーズン、ブライエンは40ヤードから49ヤードのFGを11回中10回成功していた。
2005年にはワシントン・レッドスキンズからラヴァーニアス・コールズが復帰し、ペイトリオッツのタイ・ロー、ドルフィンズの先発QBだったジェイ・フィールダーを控えQBとして獲得した。またドラフト1巡目指名権と引き換えにレイダースからダグ・ジョリーを獲得したがこのトレードは批判されヒース・ミラーを取るべきだったと言われた。この年のドラフト2巡目でオハイオ州立大学のキッカー、マイク・ヌジェントをブライエンの後任として獲得した。この年もフリーエージェントでラモント・ジョーダン、カリーム・マッケンジーなど多くの選手がチームを離れた。
スーパーボウル出場が期待されて始まったシーズンの第3週、ジャクソンビル・ジャガーズ戦でペニントンが負傷退場、6プレイ後にはジェイ・フィールダーも負傷したため、急遽第3のQBであるブルックス・ボリンジャーが出場し、翌週からは引退したテスタバーディと控えQBとして契約した。第5週のバッカニアーズ戦からテスタバーディが先発し勝利をあげたがその後7連敗した後、第14週のレイダース戦がシーズン最後の勝利となった。このシーズンはRBのデリック・ブレイロック、コーナーバックのデビッド・バレット、ウェイン・クレベット、クリス・ベイカー、ジェイソン・ファビーニ、ケビン・マワイなど主力選手の多くを怪我で欠きその内の何人かはシーズン絶望の怪我を負った。クレベットは脳震盪のためこの年で引退することとなった。
シーズン終了後、ハーマン・エドワーズはイーグルスでアシスタントコーチをしていた時のヘッドコーチ、ディック・ヴァーミールの後任としてカンザスシティ・チーフスのヘッドコーチとなるため退団した。後任のヘッドコーチにはペイトリオッツのディフェンスコーディネーターだったエリック・マンジーニが就任した。ケビン・マワイ、タイ・ロー、ジョン・エイブラハムが退団し再建期と見られていたチームは、2006年シーズン、2つのドラフト1巡指名権でデブリッカショー・ファーガソンとニック・マンゴールドを獲得した。10勝6敗でプレーオフに第5シードで進出し周囲を驚かせた。またペニントンはカムバック賞を獲得した。ペイトリオッツとのワイルドカードプレーオフはジェリコ・コッチェリーへの77ヤードTDパスなどで一時10-7とリードしたが16-37で敗れた。
2007年9月10日、ペイトリオッツのヘッドコーチ、ビル・ベリチックがジェッツのディフェンスシグナルを盗撮していたことが明らかになりNFLより罰金が課せられた。この年ジェッツはシカゴ・ベアーズのランニングバック、トーマス・ジョーンズを獲得した。ペニントンの怪我もあり、2007年シーズン開幕から1勝7敗となったところで、2年目のQBケレン・クレメンスが先発するようになった。この年オフェンスラインが十分なパスプロテクションを行なえず、チームは4勝12敗でシーズンを終えた。この年ジェリコ・コチェリーがレシーブで1130ヤードを獲得した。1000ヤードレシーバーはその後2015年のブランドン・マーシャルまで現れなかった。
2008年同年8月6日、グリーンベイ・パッカーズで活躍したQBブレット・ファーヴを獲得した。エースQBのペニントンは翌日解雇された後、ドルフィンズと契約した。ファーヴはアリゾナ・カージナルス戦では6TDパスを投げて56-35と勝利し、開幕から11連勝していたテネシー・タイタンズの連勝をストップするなど8勝3敗の好スタートを切ったが終盤5試合では2TDパスに対し9INTと不振を極め、チームは最後の5試合中4試合に敗れて9勝7敗でプレーオフ出場を逃した。トーマス・ジョーンズは1312ヤードを走り、13タッチダウンをあげた。シーズン終了と共にマンジーニヘッドコーチは解任され後任にはボルチモア・レイブンズのアシスタントヘッドコーチのレックス・ライアンが就任した。ファーヴは現役引退を発表、その後翌シーズン開幕前にミネソタ・バイキングスに加入することとなる。
2009年のドラフト1巡目全体5位で指名したQBマーク・サンチェスやCBダレル・リーヴィスの活躍でチームはワイルドカードでプレーオフに進出、シンシナティ・ベンガルズとサンディエゴ・チャージャーズをロードで破りAFCチャンピオンシップゲームに進出したがインディアナポリス・コルツに敗れスーパーボウル出場は逃した。チームの躍進のさなかジョンソンオーナーの娘のケイシー・ジョンソンは2010年1月4日急死した。
シーズンオフにはトーマス・ジョーンズなどを放出したもののラダニアン・トムリンソン、サントニオ・ホームズなどを補強している。2010年、開幕から11試合で9勝2敗、11勝5敗でプレーオフに進出した。ディビジョナルプレーオフでは12月6日に敵地ジレット・スタジアムで敗れたペイトリオッツを相手に28-21で敵地で勝利し、AFCチャンピオンシップゲームまで進出したが、ピッツバーグ・スティーラーズに敗れ、スーパーボウル出場はならなかった。
2011年、最後の3試合で連敗し、8勝8敗となりプレーオフ出場を逃した。シーズン終了後、ブライアン・ショッテンハイマーオフェンスコーディネーターが退団、ドルフィンズのヘッドコーチを務めていたトニー・スパラノが後任となった。
2012年、オフシーズンに前デンバー・ブロンコスのQBティム・ティーボウを獲得した。ダレル・リーヴィスがシーズン開幕早々にシーズン絶望、さらにエースWRのサントニオ・ホームズも戦列を離れた。プレーオフ出場が絶望となった後、第16週では不調のマーク・サンチェスに代わって、グレッグ・マッケロイが先発した。6勝10敗の地区3位でシーズンを終えた。シーズン終了後、マイク・タネンバウムGMが解任されたが、レックス・ライアンヘッドコーチは続投することが、ウッディ・ジョンソンオーナーより発表された。
2013年、プレシーズンゲームでマーク・サンチェスが負傷してシーズン絶望となったため、新人QBジーノ・スミスが先発QBとなった。この年チームは8勝8敗でシーズンを終えた。
2014年、オフシーズンにマーク・サンチェスを解雇し、マイケル・ヴィックを控えQB待遇で獲得した。この年チームは4勝12敗に終わり、シーズン終了後、ライアンヘッドコーチは解任された。
2015年1月13日、トッド・ボウルズがヘッドコーチに就任することが発表された。この年ドラフト5巡とのトレードでブランドン・マーシャルを獲得した。同年はプレーオフに進出した。
2016年、2017年、2018年は、三年連続して地区最下位となった。2018年はドラフト1巡目指名のサム・ダーノルドを先発QBとして起用したが、オフにHCのボウルズは解雇されて、後任は同地区ライバルのマイアミ・ドルフィンズHCを辞任したばかりのアダム・ゲイズとなった。2018年に前ミネソタ・バイキングスのQBテディ・ブリッジウォーターと契約したが、シーズン開幕前にニューオーリンズ・セインツとのトレードで放出した。
2019年5月にはGMのマイク・マッカグナンが更迭された。同年6月、ジョー・ダグラスがGMに就任した。2019年もプレーオフを逃した。
2020年シーズンはコロナウイルス感染症流行のため、全ホーム試合を無観客とし、開幕から13連敗を喫して地区最下位となりプレーオフを逃した。シーズンはわずか2勝に終わり、ゲイズは解雇された。2021年1月、サンフランシスコ・フォーティーナイナーズのディフェンス・コーディネーターのロバート・サラーがHCに就任した。2021年4月、サム・ダーノルドを3つのドラフト権と交換にカロライナ・パンサーズに放出した。この年のドラフト全体2位でQBザック・ウィルソンを指名した。2021年シーズンも2年連続で地区最下位となりプレーオフを逃した。2022年シーズンは第17週までプレーオフの望みを維持するも、6連敗でシーズンを終えて、3年連続で地区最下位となりプレーオフを逃した。
2023年4月、大型トレードによりアーロン・ロジャースを獲得した。だがロジャースは開幕戦で負傷し、残りシーズンを欠場することになった。第15週にプレーオフ進出の道は断たれた。
2024年も低迷しプレーオフを逃した。2勝3敗となったところでロバート・サラーは解雇され、ディフェンス・コーディネーターのジェフ・ウルブリッチが暫定HCとなった。3勝8敗となったところでGMのジョー・ダグラスも解雇された。2025年1月22日、デトロイト・ライオンズのディフェンシブ・コーディネーターだったアーロン・グレンがHCとなった。GM後任はデンバー・ブロンコスのアシスタントGMのダレン・ムージーが就任した。

## 2025年シーズン
|      | AFC            | AFC        | AFC            | AFC            | NFC          | NFC            | NFC          | NFC          |
| 前年 | 西地区         | 南地区     | 北地区         | 東地区         | 西地区       | 南地区         | 北地区       | 東地区       |
| ---- | -------------- | ---------- | -------------- | -------------- | ------------ | -------------- | ------------ | ------------ |
| 1位  | チーフス       | テキサンズ | レイブンズ     | ビルズ         | ラムズ       | バッカニアーズ | ライオンズ   | イーグルス   |
| 2位  | チャージャーズ | コルツ     | スティーラーズ | ドルフィンズ   | シーホークス | ファルコンズ   | バイキングス | コマンダース |
| 3位  | ブロンコス     | ジャガーズ | ベンガルズ     | ジェッツ       | カージナルス | パンサーズ     | パッカーズ   | カウボーイズ |
| 4位  | レイダース     | タイタンズ | ブラウンズ     | ペイトリオッツ | 49ers        | セインツ       | ベアーズ     | ジャイアンツ |

 ：1度対戦　 ：2度対戦
| 年   | 成績               | AFC  | 地区 | 勝 | 敗 | 分 | 率   | Div | Con  | 平均得点 | 平均失点 |
| ---- | ------------------ | ---- | ---- | -- | -- | -- | ---- | --- | ---- | -------- | -------- |
| 2025 |                    |      |      | 0  | 0  | 0  | –    | -   | -    |          |          |
| 2024 | レギュラー敗退     | 11位 | 3位  | 5  | 12 | 0  | .294 | 2-4 | 5-7  | 20.1     | 23.8     |
| 2023 | レギュラー敗退     | 13位 | 3位  | 7  | 10 | 0  | .412 | 2–4 | 4–8  | 15.8     | 20.9     |
| 2022 | レギュラー敗退     | 10位 | 4位  | 7  | 10 | 0  | .412 | 2-4 | 5-7  | 17.4     | 18.6     |
| 2021 | レギュラー敗退     | 14位 | 4位  | 4  | 13 | 0  | .235 | 0-6 | 4-8  | 18.2     | 29.6     |
| 2020 | レギュラー敗退     | 15位 | 4位  | 2  | 14 | 0  | .125 | 0-6 | 1-11 | 15.2     | 28.6     |
| 2019 | レギュラー敗退     | 11位 | 3位  | 7  | 9  | 0  | .438 | 2-4 | 4-8  | 17.3     | 22.4     |
| 2018 | レギュラー敗退     | 15位 | 4位  | 4  | 12 | 0  | .250 | 1–5 | 3–9  | 20.8     | 27.6     |
| 2017 | レギュラー敗退     | 13位 | 4位  | 5  | 11 | 0  | .313 | 2-4 | 5-7  | 18.6     | 23.9     |
| 2016 | レギュラー敗退     | 13位 | 4位  | 5  | 11 | 0  | .313 | 2-4 | 4-8  | 17.2     | 25.6     |
| 2015 | レギュラー敗退     | 7位  | 2位  | 10 | 6  | 0  | .625 | 3-3 | 7-5  | 24.2     | 19.6     |
| 2014 | レギュラー敗退     | 13位 | 4位  | 4  | 12 | 0  | .250 | 1-5 | 4-8  | 17.7     | 25.1     |
| 2013 | レギュラー敗退     | 9位  | 2位  | 8  | 8  | 0  | .500 | 3-3 | 5-7  | 18.1     | 24.2     |
| 2012 | レギュラー敗退     | 11位 | 3位  | 6  | 10 | 0  | .375 | 2-4 | 4-8  | 17.6     | 23.4     |
| 2011 | レギュラー敗退     | 8位  | 2位  | 8  | 8  | 0  | .500 | 3-3 | 6-6  | 23.6     | 22.7     |
| 2010 | AFC決勝敗退        | 6位  | 2位  | 11 | 5  | 0  | .688 | 9-3 | 9-3  | 22.9     | 19.0     |
| 2009 | AFC決勝敗退        | 5位  | 2位  | 9  | 7  | 0  | .563 | 2-4 | 7-5  | 21.8     | 14.8     |
| 2008 | レギュラー敗退     | 8位  | 3位  | 9  | 7  | 0  | .563 | 4-2 | 7-5  | 25.3     | 22.3     |
| 2007 | レギュラー敗退     | 13位 | 3位  | 4  | 12 | 0  | .250 | 3-5 | 4-8  | 16.8     | 22.2     |
| 2006 | ワイルドカード敗退 | 5位  | 2位  | 10 | 6  | 0  | .625 | 4-2 | 7-5  | 19.8     | 18.4     |
| 2005 | レギュラー敗退     | 13位 | 4位  | 4  | 12 | 0  | .250 | 2-4 | 3-9  | 15.0     | 22.2     |

### 2024年シーズン成績
| (2)バッファロー・ビルズ            | 13 | 4  | 0 | .765 | 5-1 | 9-3 | 525 | 371 | 30.9 | 21.8 | .467 | .448 |
| マイアミ・ドルフィンズ             | 8  | 9  | 0 | .471 | 3-3 | 6-6 | 345 | 364 | 20.3 | 21.4 | .419 | .294 |
| ニューヨーク・ジェッツ             | 5  | 12 | 0 | .294 | 2-4 | 5-7 | 341 | 404 | 20.1 | 23.8 | .495 | .341 |
| ニューイングランド・ペイトリオッツ | 4  | 13 | 0 | .235 | 2-4 | 3-9 | 289 | 417 | 17.0 | 24.5 | .471 | .471 |

| AFC 2024       | AFC 2024                           | AFC 2024 | AFC 2024 | AFC 2024 | AFC 2024 | AFC 2024 | AFC 2024 | AFC 2024 | AFC 2024 | AFC 2024 |
| 順 位          | チーム                             | 地 区    | 勝       | 敗       | 分       | 勝率     | DIV      | CON      | SOS      | SOV      |
| 地区優勝       | 地区優勝                           | 地区優勝 | 地区優勝 | 地区優勝 | 地区優勝 | 地区優勝 | 地区優勝 | 地区優勝 | 地区優勝 | 地区優勝 |
| -------------- | ---------------------------------- | -------- | -------- | -------- | -------- | -------- | -------- | -------- | -------- | -------- |
| 1              | カンザスシティ・チーフス           | 西       | 15       | 2        | 0        | .882     | 5-1      | 10-2     | .488     | .463     |
| 2              | バッファロー・ビルズ               | 東       | 13       | 4        | 0        | .765     | 5-1      | 9-3      | .467     | .448     |
| 3              | ボルチモア・レイブンズ             | 北       | 12       | 5        | 0        | .706     | 4-2      | 8-4      | .529     | .525     |
| 4              | ヒューストン・テキサンズ           | 南       | 10       | 7        | 0        | .588     | 5-1      | 8-4      | .481     | .376     |
| ワイルドカード |                                    |          |          |          |          |          |          |          |          |          |
| 5              | ロサンゼルス・チャージャーズ       | 西       | 11       | 6        | 0        | .647     | 4-2      | 8-4      | .467     | .348     |
| 6              | ピッツバーグ・スティーラーズ       | 北       | 10       | 7        | 0        | .588     | 3-3      | 7-5      | .502     | .453     |
| 7              | デンバー・ブロンコス               | 西       | 10       | 7        | 0        | .588     | 3-3      | 6-6      | .502     | .394     |
|                |                                    |          |          |          |          |          |          |          |          |          |
| 8              | シンシナティ・ベンガルズ           | 北       | 9        | 8        | 0        | .529     | 3–3      | 6-6      | .478     | .314     |
| 9              | マイアミ・ドルフィンズ             | 東       | 8        | 9        | 0        | .471     | 3-3      | 6-6      | .419     | .294     |
| 10             | インディアナポリス・コルツ         | 南       | 8        | 9        | 0        | .471     | 3-3      | 7-5      | .457     | .309     |
| 11             | ニューヨーク・ジェッツ             | 東       | 5        | 12       | 0        | .294     | 2-4      | 5-7      | .495     | .341     |
| 12             | ジャクソンビル・ジャガーズ         | 南       | 4        | 13       | 0        | .235     | 3-3      | 4-8      | .478     | .265     |
| 13             | ニューイングランド・ペイトリオッツ | 東       | 4        | 13       | 0        | .235     | 2-4      | 3-9      | .471     | .471     |
| 14             | ラスベガス・レイダース             | 西       | 4        | 13       | 0        | .235     | 0-6      | 3-9      | .540     | .353     |
| 15             | クリーブランド・ブラウンズ         | 北       | 3        | 14       | 0        | .176     | 2–4      | 3-9      | .536     | .510     |
| 16             | テネシー・タイタンズ               | 南       | 3        | 14       | 0        | .176     | 1-5      | 3-9      | .522     | .431     |
| タイブレーク   |                                    |          |          |          |          |          |          |          |          |          |
| 1. 2. 3. 4. 5. |                                    |          |          |          |          |          |          |          |          |          |

|  |                                                      |                                                      |                                                      |                                                |                                  |                                  |                                  |                                |          |    |                                  |                                  |                                  |  |  |                                   |                                   |                                   |
|  | ワイルドカード・プレーオフ                           | ワイルドカード・プレーオフ                           | ワイルドカード・プレーオフ                           |                                                |                                  | ディビジョナル・プレーオフ       | ディビジョナル・プレーオフ       | ディビジョナル・プレーオフ     |          |    |                                  |                                  |                                  |  |  |                                   |                                   |                                   |
|  | 2025年1月11日 M&Tバンク・スタジアム                  | 2025年1月11日 M&Tバンク・スタジアム                  | 2025年1月11日 M&Tバンク・スタジアム                  |                                                |                                  | 1月19日 ハイマーク・スタジアム   | 1月19日 ハイマーク・スタジアム   | 1月19日 ハイマーク・スタジアム |          |    | 1月26日 アローヘッド・スタジアム | 1月26日 アローヘッド・スタジアム | 1月26日 アローヘッド・スタジアム |  |  | 2月9日 シーザーズ・スーパードーム | 2月9日 シーザーズ・スーパードーム | 2月9日 シーザーズ・スーパードーム |
|  | 6                                                    | スティーラーズ                                       | 14                                                   |                                                |                                  | 1月19日 ハイマーク・スタジアム   | 1月19日 ハイマーク・スタジアム   | 1月19日 ハイマーク・スタジアム |          |    | 1月26日 アローヘッド・スタジアム | 1月26日 アローヘッド・スタジアム | 1月26日 アローヘッド・スタジアム |  |  | 2月9日 シーザーズ・スーパードーム | 2月9日 シーザーズ・スーパードーム | 2月9日 シーザーズ・スーパードーム |
|  | 6                                                    | スティーラーズ                                       | 14                                                   |                                                |                                  | 1月19日 ハイマーク・スタジアム   | 1月19日 ハイマーク・スタジアム   | 1月19日 ハイマーク・スタジアム |          |    | 1月26日 アローヘッド・スタジアム | 1月26日 アローヘッド・スタジアム | 1月26日 アローヘッド・スタジアム |  |  | 2月9日 シーザーズ・スーパードーム | 2月9日 シーザーズ・スーパードーム | 2月9日 シーザーズ・スーパードーム |
|  | 3                                                    | レイブンズ                                           | 28                                                   |                                                |                                  | 1月19日 ハイマーク・スタジアム   | 1月19日 ハイマーク・スタジアム   | 1月19日 ハイマーク・スタジアム |          |    | 1月26日 アローヘッド・スタジアム | 1月26日 アローヘッド・スタジアム | 1月26日 アローヘッド・スタジアム |  |  | 2月9日 シーザーズ・スーパードーム | 2月9日 シーザーズ・スーパードーム | 2月9日 シーザーズ・スーパードーム |
|  | 3                                                    | レイブンズ                                           | 28                                                   |                                                |                                  | 1月19日 ハイマーク・スタジアム   | 1月19日 ハイマーク・スタジアム   | 1月19日 ハイマーク・スタジアム |          |    | 1月26日 アローヘッド・スタジアム | 1月26日 アローヘッド・スタジアム | 1月26日 アローヘッド・スタジアム |  |  | 2月9日 シーザーズ・スーパードーム | 2月9日 シーザーズ・スーパードーム | 2月9日 シーザーズ・スーパードーム |
|  | 2025年1月12日 ハイマーク・スタジアム                 | 2025年1月12日 ハイマーク・スタジアム                 | 2025年1月12日 ハイマーク・スタジアム                 | 3                                              | レイブンズ                       | 25                               |                                  |                                |          |    | 1月26日 アローヘッド・スタジアム | 1月26日 アローヘッド・スタジアム | 1月26日 アローヘッド・スタジアム |  |  | 2月9日 シーザーズ・スーパードーム | 2月9日 シーザーズ・スーパードーム | 2月9日 シーザーズ・スーパードーム |
|  | 2025年1月12日 ハイマーク・スタジアム                 | 2025年1月12日 ハイマーク・スタジアム                 | 2025年1月12日 ハイマーク・スタジアム                 | 3                                              | レイブンズ                       | 25                               |                                  |                                |          |    | 1月26日 アローヘッド・スタジアム | 1月26日 アローヘッド・スタジアム | 1月26日 アローヘッド・スタジアム |  |  | 2月9日 シーザーズ・スーパードーム | 2月9日 シーザーズ・スーパードーム | 2月9日 シーザーズ・スーパードーム |
|  | 2025年1月12日 ハイマーク・スタジアム                 | 2025年1月12日 ハイマーク・スタジアム                 | 2025年1月12日 ハイマーク・スタジアム                 |                                                | 2                                | ビルズ                           | 27                               |                                |          |    | 1月26日 アローヘッド・スタジアム | 1月26日 アローヘッド・スタジアム | 1月26日 アローヘッド・スタジアム |  |  | 2月9日 シーザーズ・スーパードーム | 2月9日 シーザーズ・スーパードーム | 2月9日 シーザーズ・スーパードーム |
|  | 2025年1月12日 ハイマーク・スタジアム                 | 2025年1月12日 ハイマーク・スタジアム                 | 2025年1月12日 ハイマーク・スタジアム                 |                                                | 2                                | ビルズ                           | 27                               |                                |          |    | 1月26日 アローヘッド・スタジアム | 1月26日 アローヘッド・スタジアム | 1月26日 アローヘッド・スタジアム |  |  | 2月9日 シーザーズ・スーパードーム | 2月9日 シーザーズ・スーパードーム | 2月9日 シーザーズ・スーパードーム |
|  | 7                                                    | ブロンコス                                           | 7                                                    | AFC                                            | AFC                              | AFC                              |                                  |                                |          |    | 1月26日 アローヘッド・スタジアム | 1月26日 アローヘッド・スタジアム | 1月26日 アローヘッド・スタジアム |  |  | 2月9日 シーザーズ・スーパードーム | 2月9日 シーザーズ・スーパードーム | 2月9日 シーザーズ・スーパードーム |
|  | 7                                                    | ブロンコス                                           | 7                                                    | AFC                                            | AFC                              | AFC                              |                                  |                                |          |    | 1月26日 アローヘッド・スタジアム | 1月26日 アローヘッド・スタジアム | 1月26日 アローヘッド・スタジアム |  |  | 2月9日 シーザーズ・スーパードーム | 2月9日 シーザーズ・スーパードーム | 2月9日 シーザーズ・スーパードーム |
|  | 2                                                    | ビルズ                                               | 31                                                   |                                                | 1月18日 アローヘッド・スタジアム | 1月18日 アローヘッド・スタジアム | 1月18日 アローヘッド・スタジアム |                                |          |    | 1月26日 アローヘッド・スタジアム | 1月26日 アローヘッド・スタジアム | 1月26日 アローヘッド・スタジアム |  |  | 2月9日 シーザーズ・スーパードーム | 2月9日 シーザーズ・スーパードーム | 2月9日 シーザーズ・スーパードーム |
|  | 2                                                    | ビルズ                                               | 31                                                   |                                                | 1月18日 アローヘッド・スタジアム | 1月18日 アローヘッド・スタジアム | 1月18日 アローヘッド・スタジアム |                                |          |    | 1月26日 アローヘッド・スタジアム | 1月26日 アローヘッド・スタジアム | 1月26日 アローヘッド・スタジアム |  |  | 2月9日 シーザーズ・スーパードーム | 2月9日 シーザーズ・スーパードーム | 2月9日 シーザーズ・スーパードーム |
|  | 2025年1月11日 NRGスタジアム                          | 2025年1月11日 NRGスタジアム                          | 2025年1月11日 NRGスタジアム                          | 2                                              | 1月18日 アローヘッド・スタジアム | 1月18日 アローヘッド・スタジアム | 1月18日 アローヘッド・スタジアム | ビルズ                         | 29       |    |                                  |                                  |                                  |  |  | 2月9日 シーザーズ・スーパードーム | 2月9日 シーザーズ・スーパードーム | 2月9日 シーザーズ・スーパードーム |
|  | 2025年1月11日 NRGスタジアム                          | 2025年1月11日 NRGスタジアム                          | 2025年1月11日 NRGスタジアム                          | 2                                              | 1月18日 アローヘッド・スタジアム | 1月18日 アローヘッド・スタジアム | 1月18日 アローヘッド・スタジアム | ビルズ                         | 29       |    |                                  |                                  |                                  |  |  | 2月9日 シーザーズ・スーパードーム | 2月9日 シーザーズ・スーパードーム | 2月9日 シーザーズ・スーパードーム |
|  | 2025年1月11日 NRGスタジアム                          | 2025年1月11日 NRGスタジアム                          | 2025年1月11日 NRGスタジアム                          |                                                | 1月18日 アローヘッド・スタジアム | 1月18日 アローヘッド・スタジアム | 1月18日 アローヘッド・スタジアム | 1                              | チーフス | 32 |                                  |                                  |                                  |  |  | 2月9日 シーザーズ・スーパードーム | 2月9日 シーザーズ・スーパードーム | 2月9日 シーザーズ・スーパードーム |
|  | 2025年1月11日 NRGスタジアム                          | 2025年1月11日 NRGスタジアム                          | 2025年1月11日 NRGスタジアム                          |                                                | 1月18日 アローヘッド・スタジアム | 1月18日 アローヘッド・スタジアム | 1月18日 アローヘッド・スタジアム | 1                              | チーフス | 32 |                                  |                                  |                                  |  |  | 2月9日 シーザーズ・スーパードーム | 2月9日 シーザーズ・スーパードーム | 2月9日 シーザーズ・スーパードーム |
|  | 2025年1月11日 NRGスタジアム                          | 2025年1月11日 NRGスタジアム                          | 2025年1月11日 NRGスタジアム                          | AFCチャンピオンシップ                          | 1月18日 アローヘッド・スタジアム | 1月18日 アローヘッド・スタジアム | 1月18日 アローヘッド・スタジアム |                                |          |    |                                  |                                  |                                  |  |  | 2月9日 シーザーズ・スーパードーム | 2月9日 シーザーズ・スーパードーム | 2月9日 シーザーズ・スーパードーム |
|  | 2025年1月11日 NRGスタジアム                          | 2025年1月11日 NRGスタジアム                          | 2025年1月11日 NRGスタジアム                          |                                                | 1月18日 アローヘッド・スタジアム | 1月18日 アローヘッド・スタジアム | 1月18日 アローヘッド・スタジアム |                                |          |    |                                  |                                  |                                  |  |  | 2月9日 シーザーズ・スーパードーム | 2月9日 シーザーズ・スーパードーム | 2月9日 シーザーズ・スーパードーム |
|  | 2025年1月11日 NRGスタジアム                          | 2025年1月11日 NRGスタジアム                          | 2025年1月11日 NRGスタジアム                          | 1月26日 リンカーン・フィナンシャル・フィールド | 1月18日 アローヘッド・スタジアム | 1月18日 アローヘッド・スタジアム | 1月18日 アローヘッド・スタジアム |                                |          |    |                                  |                                  |                                  |  |  | 2月9日 シーザーズ・スーパードーム | 2月9日 シーザーズ・スーパードーム | 2月9日 シーザーズ・スーパードーム |
|  | 5                                                    | チャージャーズ                                       | 12                                                   |                                                | 1月18日 アローヘッド・スタジアム | 1月18日 アローヘッド・スタジアム | 1月18日 アローヘッド・スタジアム |                                |          |    |                                  |                                  |                                  |  |  | 2月9日 シーザーズ・スーパードーム | 2月9日 シーザーズ・スーパードーム | 2月9日 シーザーズ・スーパードーム |
|  | 5                                                    | チャージャーズ                                       | 12                                                   | 4                                              | テキサンズ                       | 14                               |                                  |                                |          |    |                                  |                                  |                                  |  |  | 2月9日 シーザーズ・スーパードーム | 2月9日 シーザーズ・スーパードーム | 2月9日 シーザーズ・スーパードーム |
|  | 4                                                    | テキサンズ                                           | 32                                                   | 4                                              | テキサンズ                       | 14                               |                                  |                                |          |    |                                  |                                  |                                  |  |  | 2月9日 シーザーズ・スーパードーム | 2月9日 シーザーズ・スーパードーム | 2月9日 シーザーズ・スーパードーム |
|  | 4                                                    | テキサンズ                                           | 32                                                   | 1                                              | チーフス                         | 23                               |                                  |                                |          |    |                                  |                                  |                                  |  |  | 2月9日 シーザーズ・スーパードーム | 2月9日 シーザーズ・スーパードーム | 2月9日 シーザーズ・スーパードーム |
|  | 2025年1月12日 レイモンド・ジェームス・スタジアム     |                                                      |                                                      | 1                                              | チーフス                         | 23                               |                                  |                                |          |    |                                  |                                  |                                  |  |  | 2月9日 シーザーズ・スーパードーム | 2月9日 シーザーズ・スーパードーム | 2月9日 シーザーズ・スーパードーム |
|  | 1月18日 フォード・フィールド                         |                                                      |                                                      |                                                |                                  |                                  |                                  |                                |          |    |                                  |                                  |                                  |  |  | 2月9日 シーザーズ・スーパードーム | 2月9日 シーザーズ・スーパードーム | 2月9日 シーザーズ・スーパードーム |
|  |                                                      |                                                      |                                                      |                                                |                                  |                                  |                                  |                                |          |    |                                  |                                  |                                  |  |  | 2月9日 シーザーズ・スーパードーム | 2月9日 シーザーズ・スーパードーム | 2月9日 シーザーズ・スーパードーム |
|  |                                                      |                                                      |                                                      |                                                |                                  |                                  |                                  |                                |          |    |                                  |                                  |                                  |  |  | 2月9日 シーザーズ・スーパードーム | 2月9日 シーザーズ・スーパードーム | 2月9日 シーザーズ・スーパードーム |
|  |                                                      |                                                      |                                                      |                                                |                                  |                                  |                                  |                                |          |    |                                  |                                  |                                  |  |  | 2月9日 シーザーズ・スーパードーム | 2月9日 シーザーズ・スーパードーム | 2月9日 シーザーズ・スーパードーム |
|  | A1                                                   | チーフス                                             | 22                                                   |                                                |                                  |                                  |                                  |                                |          |    |                                  |                                  |                                  |  |  |                                   |                                   |                                   |
|  | A1                                                   | チーフス                                             | 22                                                   |                                                |                                  |                                  |                                  |                                |          |    |                                  |                                  |                                  |  |  |                                   |                                   |                                   |
|  |                                                      | N2                                                   | イーグルス                                           | 40                                             |                                  |                                  |                                  |                                |          |    |                                  |                                  |                                  |  |  |                                   |                                   |                                   |
|  |                                                      | N2                                                   | イーグルス                                           | 40                                             |                                  |                                  |                                  |                                |          |    |                                  |                                  |                                  |  |  |                                   |                                   |                                   |
|  | 第59回スーパーボウル                                 |                                                      |                                                      |                                                |                                  |                                  |                                  |                                |          |    |                                  |                                  |                                  |  |  |                                   |                                   |                                   |
|  |                                                      |                                                      |                                                      |                                                |                                  |                                  |                                  |                                |          |    |                                  |                                  |                                  |  |  |                                   |                                   |                                   |
|  |                                                      |                                                      |                                                      |                                                |                                  |                                  |                                  |                                |          |    |                                  |                                  |                                  |  |  |                                   |                                   |                                   |
|  | 6                                                    | コマンダース                                         | 23                                                   |                                                |                                  |                                  |                                  |                                |          |    |                                  |                                  |                                  |  |  |                                   |                                   |                                   |
|  | 6                                                    | コマンダース                                         | 23                                                   | 6                                              | コマンダース                     | 45                               |                                  |                                |          |    |                                  |                                  |                                  |  |  |                                   |                                   |                                   |
|  | 3                                                    | バッカニアーズ                                       | 20                                                   | 6                                              | コマンダース                     | 45                               |                                  |                                |          |    |                                  |                                  |                                  |  |  |                                   |                                   |                                   |
|  | 3                                                    | バッカニアーズ                                       | 20                                                   | 1                                              | ライオンズ                       | 31                               |                                  |                                |          |    |                                  |                                  |                                  |  |  |                                   |                                   |                                   |
|  | 2025年1月13日 ステートファーム・スタジアム           |                                                      |                                                      | 1                                              | ライオンズ                       | 31                               |                                  |                                |          |    |                                  |                                  |                                  |  |  |                                   |                                   |                                   |
|  | NFC                                                  |                                                      |                                                      |                                                |                                  |                                  |                                  |                                |          |    |                                  |                                  |                                  |  |  |                                   |                                   |                                   |
|  |                                                      |                                                      |                                                      |                                                |                                  |                                  |                                  |                                |          |    |                                  |                                  |                                  |  |  |                                   |                                   |                                   |
|  | 1月19日 リンカーン・フィナンシャル・フィールド       |                                                      |                                                      |                                                |                                  |                                  |                                  |                                |          |    |                                  |                                  |                                  |  |  |                                   |                                   |                                   |
|  |                                                      |                                                      |                                                      |                                                |                                  |                                  |                                  |                                |          |    |                                  |                                  |                                  |  |  |                                   |                                   |                                   |
|  | 6                                                    | コマンダース                                         | 23                                                   |                                                |                                  |                                  |                                  |                                |          |    |                                  |                                  |                                  |  |  |                                   |                                   |                                   |
|  | 6                                                    | コマンダース                                         | 23                                                   |                                                |                                  |                                  |                                  |                                |          |    |                                  |                                  |                                  |  |  |                                   |                                   |                                   |
|  |                                                      | 2                                                    | イーグルス                                           | 55                                             |                                  |                                  |                                  |                                |          |    |                                  |                                  |                                  |  |  |                                   |                                   |                                   |
|  |                                                      | 2                                                    | イーグルス                                           | 55                                             |                                  |                                  |                                  |                                |          |    |                                  |                                  |                                  |  |  |                                   |                                   |                                   |
|  | 5                                                    | バイキングス                                         | 9                                                    | NFCチャンピオンシップ                          | NFCチャンピオンシップ            | NFCチャンピオンシップ            |                                  |                                |          |    |                                  |                                  |                                  |  |  |                                   |                                   |                                   |
|  | 5                                                    | バイキングス                                         | 9                                                    | NFCチャンピオンシップ                          | NFCチャンピオンシップ            | NFCチャンピオンシップ            |                                  |                                |          |    |                                  |                                  |                                  |  |  |                                   |                                   |                                   |
|  | 4                                                    | ラムズ                                               | 27                                                   |                                                |                                  |                                  |                                  |                                |          |    |                                  |                                  |                                  |  |  |                                   |                                   |                                   |
|  | 4                                                    | ラムズ                                               | 27                                                   |                                                |                                  |                                  |                                  |                                |          |    |                                  |                                  |                                  |  |  |                                   |                                   |                                   |
|  | 2025年1月12日 リンカーン・フィナンシャル・フィールド | 2025年1月12日 リンカーン・フィナンシャル・フィールド | 2025年1月12日 リンカーン・フィナンシャル・フィールド | 4                                              | ラムズ                           | 22                               |                                  |                                |          |    |                                  |                                  |                                  |  |  |                                   |                                   |                                   |
|  | 2025年1月12日 リンカーン・フィナンシャル・フィールド | 2025年1月12日 リンカーン・フィナンシャル・フィールド | 2025年1月12日 リンカーン・フィナンシャル・フィールド | 4                                              | ラムズ                           | 22                               |                                  |                                |          |    |                                  |                                  |                                  |  |  |                                   |                                   |                                   |
|  | 2025年1月12日 リンカーン・フィナンシャル・フィールド | 2025年1月12日 リンカーン・フィナンシャル・フィールド | 2025年1月12日 リンカーン・フィナンシャル・フィールド |                                                | 2                                | イーグルス                       | 28                               |                                |          |    |                                  |                                  |                                  |  |  |                                   |                                   |                                   |
|  | 2025年1月12日 リンカーン・フィナンシャル・フィールド | 2025年1月12日 リンカーン・フィナンシャル・フィールド | 2025年1月12日 リンカーン・フィナンシャル・フィールド |                                                | 2                                | イーグルス                       | 28                               |                                |          |    |                                  |                                  |                                  |  |  |                                   |                                   |                                   |
|  | 7                                                    | パッカーズ                                           | 10                                                   |                                                |                                  |                                  |                                  |                                |          |    |                                  |                                  |                                  |  |  |                                   |                                   |                                   |
|  | 7                                                    | パッカーズ                                           | 10                                                   |                                                |                                  |                                  |                                  |                                |          |    |                                  |                                  |                                  |  |  |                                   |                                   |                                   |
|  | 2                                                    | イーグルス                                           | 22                                                   |                                                |                                  |                                  |                                  |                                |          |    |                                  |                                  |                                  |  |  |                                   |                                   |                                   |
|  | 2                                                    | イーグルス                                           | 22                                                   |                                                |                                  |                                  |                                  |                                |          |    |                                  |                                  |                                  |  |  |                                   |                                   |                                   |

## 成績

### AFC東地区（4地区制）
- BUF:バッファロー・ビルズ、MIA:マイアミ・ドルフィンズ、NE:ニューイングランド・ペイトリオッツ、NYJ:ニューヨーク・ジェッツ
- 数字：シード順
- v：スーパーボウル優勝
- s：スーパーボウル敗退
- c：カンファレンス決勝敗退
- d：ディビジョナルプレーオフ敗退
- w：ワイルドカードプレーオフ敗退
- 年表示の背景色が変わっている年はチームがスーパーボウルを制覇した年

| 年   | 地区優勝 | 地区優勝 | 地区優勝 | 地区優勝 | 2位     | 2位 | 2位 | 2位 | 3位    | 3位 | 3位 | 3位 | 4位    | 4位 | 4位 | 4位 |
| 年   | チーム   | 勝       | 負       | 分       | チーム  | 勝  | 負  | 分  | チーム | 勝  | 負  | 分  | チーム | 勝  | 負  | 分  |
| ---- | -------- | -------- | -------- | -------- | ------- | --- | --- | --- | ------ | --- | --- | --- | ------ | --- | --- | --- |
| 2024 | BUF(2c)  | 15       | 2        | 0        | MIA     | 8   | 9   | 0   | NYJ    | 5   | 12  | 0   | NE     | 4   | 13  | 0   |
| 2023 | BUF(2d)  | 11       | 6        | 0        | MIA(6w) | 11  | 6   | 0   | NYJ    | 7   | 10  | 0   | NE     | 4   | 13  | 0   |
| 2022 | BUF(2d)  | 13       | 3        | 0        | MIA(7w) | 9   | 8   | 0   | NE     | 8   | 9   | 0   | NYJ    | 7   | 10  | 0   |
| 2021 | BUF(3d)  | 11       | 6        | 0        | NE (6w) | 10  | 7   | 0   | MIA    | 9   | 8   | 0   | NYJ    | 4   | 13  | 0   |
| 2020 | BUF(2c)  | 13       | 3        | 0        | MIA     | 10  | 6   | 0   | NE     | 7   | 9   | 0   | NYJ    | 2   | 14  | 0   |
| 2019 | NE (3w)  | 12       | 4        | 0        | BUF(5w) | 10  | 6   | 0   | NYJ    | 7   | 9   | 0   | MIA    | 5   | 11  | 0   |
| 2018 | NE (2v)  | 11       | 5        | 0        | MIA     | 7   | 9   | 0   | BUF    | 6   | 10  | 0   | NYJ    | 4   | 12  | 0   |
| 2017 | NE (1s)  | 13       | 3        | 0        | BUF(6w) | 9   | 7   | 0   | MIA    | 6   | 10  | 0   | NYJ    | 5   | 11  | 0   |
| 2016 | NE (1v)  | 14       | 2        | 0        | MIA(6w) | 10  | 6   | 0   | BUF    | 7   | 9   | 0   | NYJ    | 5   | 11  | 0   |
| 2015 | NE (2c)  | 12       | 4        | 0        | NYJ     | 10  | 6   | 0   | BUF    | 8   | 8   | 0   | MIA    | 5   | 11  | 0   |
| 2014 | NE (1v)  | 12       | 4        | 0        | BUF     | 9   | 7   | 0   | MIA    | 8   | 8   | 0   | NYJ    | 4   | 12  | 0   |
| 2013 | NE (2c)  | 12       | 4        | 0        | NYJ     | 8   | 8   | 0   | MIA    | 8   | 8   | 0   | BUF    | 6   | 10  | 0   |
| 2012 | NE (2c)  | 12       | 4        | 0        | MIA     | 7   | 9   | 0   | NYJ    | 6   | 10  | 0   | BUF    | 6   | 10  | 0   |
| 2011 | NE (1s)  | 13       | 3        | 0        | NYJ     | 8   | 8   | 0   | MIA    | 6   | 10  | 0   | BUF    | 6   | 10  | 0   |
| 2010 | NE (1d)  | 14       | 2        | 0        | NYJ(6c) | 11  | 5   | 0   | MIA    | 7   | 9   | 0   | BUF    | 4   | 12  | 0   |
| 2009 | NE (3w)  | 10       | 6        | 0        | NYJ(5c) | 9   | 7   | 0   | MIA    | 7   | 9   | 0   | BUF    | 6   | 10  | 0   |
| 2008 | MIA(3w)  | 11       | 5        | 0        | NE      | 11  | 5   | 0   | NYJ    | 9   | 7   | 0   | BUF    | 7   | 9   | 0   |
| 2007 | NE (1s)  | 16       | 0        | 0        | BUF     | 7   | 9   | 0   | NYJ    | 4   | 12  | 0   | MIA    | 1   | 15  | 0   |
| 2006 | NE (4c)  | 12       | 4        | 0        | NYJ(5w) | 10  | 6   | 0   | BUF    | 7   | 9   | 0   | MIA    | 6   | 10  | 0   |
| 2005 | NE (4d)  | 10       | 6        | 0        | MIA     | 9   | 7   | 0   | BUF    | 5   | 11  | 0   | NYJ    | 4   | 12  | 0   |
| 2004 | NE (2v)  | 14       | 2        | 0        | NYJ(5d) | 10  | 6   | 0   | BUF    | 9   | 7   | 0   | MIA    | 4   | 12  | 0   |
| 2003 | NE (1v)  | 14       | 2        | 0        | MIA     | 10  | 6   | 0   | BUF    | 6   | 10  | 0   | NYJ    | 6   | 10  | 0   |
| 2002 | NYJ(4d)  | 9        | 7        | 0        | NE      | 9   | 7   | 0   | MIA    | 9   | 7   | 0   | BUF    | 8   | 8   | 0   |

### AFC東地区（3地区制）
- BUF：バッファロー・ビルズ、MIA：マイアミ・ドルフィンズ、BOS→NE：ボストン・ペイトリオッツ→ニューイングランド・ペイトリオッツ、NYJ：ニューヨーク・ジェッツ、BAL→IND：ボルチモア・コルツ→インディアナポリス・コルツ
- 1982年シーズンはストライキの影響により、地区別成績ではなくカンファレンス上位8チームがプレイオフ進出するルールであったが、ここでは地区別に変換して表記する。
- 括弧内の数字はプレイオフ出場時のシード順（シード制導入前は表記なし）、文字はv：スーパーボウル優勝、s：スーパーボウル敗退・カンファレンス優勝、c：カンファレンス決勝敗退、d：ディビジョナルプレーオフ敗退、w：ワイルドカードプレイオフ敗退。1982年についてはd：2回戦敗退、w：1回戦敗退。

| 年   | 地区優勝 | 地区優勝 | 地区優勝 | 地区優勝 | 2位     | 2位 | 2位 | 2位 | 3位     | 3位 | 3位 | 3位 | 4位    | 4位 | 4位 | 4位 | 5位    | 5位 | 5位 | 5位 |
| 年   | チーム   | 勝       | 負       | 分       | チーム  | 勝  | 負  | 分  | チーム  | 勝  | 負  | 分  | チーム | 勝  | 負  | 分  | チーム | 勝  | 負  | 分  |
| ---- | -------- | -------- | -------- | -------- | ------- | --- | --- | --- | ------- | --- | --- | --- | ------ | --- | --- | --- | ------ | --- | --- | --- |
| 2001 | NE(2v)   | 11       | 5        | 0        | MIA(4w) | 11  | 5   | 0   | NYJ(6w) | 10  | 6   | 0   | IND    | 6   | 10  | 0   | BUF    | 3   | 13  | 0   |
| 2000 | MIA(3d)  | 11       | 5        | 0        | IND(6w) | 10  | 6   | 0   | NYJ     | 9   | 7   | 0   | BUF    | 8   | 8   | 0   | NE     | 5   | 11  | 0   |
| 1999 | IND(2d)  | 13       | 3        | 0        | BUF(5w) | 11  | 5   | 0   | MIA(6d) | 9   | 7   | 0   | NYJ    | 8   | 8   | 0   | NE     | 8   | 8   | 0   |
| 1998 | NYJ(2c)  | 12       | 4        | 0        | MIA(4d) | 10  | 6   | 0   | BUF(5w) | 10  | 6   | 0   | NE(6w) | 9   | 7   | 0   | IND    | 3   | 13  | 0   |
| 1997 | NE(3d)   | 10       | 6        | 0        | MIA(6w) | 9   | 7   | 0   | NYJ     | 9   | 7   | 0   | BUF    | 6   | 10  | 0   | IND    | 3   | 13  | 0   |
| 1996 | NE(2s)   | 11       | 5        | 0        | BUF(4w) | 10  | 6   | 0   | IND(6w) | 9   | 7   | 0   | MIA    | 8   | 8   | 0   | NYJ    | 1   | 15  | 0   |
| 1995 | BUF(3d)  | 10       | 6        | 0        | IND(5c) | 9   | 7   | 0   | MIA(6w) | 9   | 7   | 0   | NE     | 6   | 10  | 0   | NYJ    | 3   | 13  | 0   |
| 1994 | MIA(3d)  | 10       | 6        | 0        | NE(5w)  | 10  | 6   | 0   | IND     | 8   | 8   | 0   | BUF    | 7   | 9   | 0   | NYJ    | 6   | 10  | 0   |
| 1993 | BUF(1s)  | 12       | 4        | 0        | MIA     | 9   | 7   | 0   | NYJ     | 8   | 8   | 0   | NE     | 5   | 11  | 0   | IND    | 4   | 12  | 0   |
| 1992 | MIA(2c)  | 11       | 5        | 0        | BUF(4s) | 11  | 5   | 0   | IND     | 9   | 7   | 0   | NYJ    | 4   | 12  | 0   | NE     | 2   | 14  | 0   |
| 1991 | BUF(1s)  | 13       | 3        | 0        | NYJ(6w) | 8   | 8   | 0   | MIA     | 8   | 8   | 0   | NE     | 6   | 10  | 0   | IND    | 1   | 15  | 0   |
| 1990 | BUF(1s)  | 13       | 3        | 0        | MIA(4d) | 12  | 4   | 0   | IND     | 7   | 9   | 0   | NYJ    | 6   | 10  | 0   | NE     | 1   | 15  | 0   |
| 1989 | BUF(3d)  | 9        | 7        | 0        | IND     | 8   | 8   | 0   | MIA     | 8   | 8   | 0   | NE     | 5   | 11  | 0   | NYJ    | 4   | 12  | 0   |
| 1988 | BUF(2c)  | 12       | 4        | 0        | IND     | 9   | 7   | 0   | NE      | 9   | 7   | 0   | NYJ    | 8   | 7   | 1   | MIA    | 6   | 10  | 0   |
| 1987 | IND(3d)  | 9        | 6        | 0        | NE      | 8   | 7   | 0   | MIA     | 8   | 7   | 0   | BUF    | 7   | 8   | 0   | NYJ    | 6   | 9   | 0   |
| 1986 | NE(3d)   | 11       | 5        | 0        | NYJ(4d) | 10  | 6   | 0   | MIA     | 8   | 8   | 0   | BUF    | 4   | 12  | 0   | IND    | 3   | 13  | 0   |
| 1985 | MIA(2c)  | 12       | 4        | 0        | NYJ(4w) | 11  | 5   | 0   | NE(5s)  | 11  | 5   | 0   | IND    | 5   | 11  | 0   | BUF    | 2   | 14  | 0   |
| 1984 | MIA(1s)  | 14       | 2        | 0        | NE      | 9   | 7   | 0   | NYJ     | 7   | 9   | 0   | IND    | 4   | 12  | 0   | BUF    | 2   | 14  | 0   |
| 1983 | MIA(2d)  | 12       | 4        | 0        | NE      | 8   | 8   | 0   | BUF     | 8   | 8   | 0   | BAL    | 7   | 9   | 0   | NYJ    | 7   | 9   | 0   |
| 1982 | MIA(2s)  | 7        | 2        | 0        | NYJ(6c) | 6   | 3   | 0   | NE(7w)  | 5   | 4   | 0   | BUF    | 4   | 5   | 0   | BAL    | 0   | 8   | 1   |
| 1981 | MIA(2d)  | 11       | 4        | 1        | NYJ(4w) | 10  | 5   | 1   | BUF(5d) | 10  | 6   | 0   | BAL    | 2   | 14  | 0   | NE     | 2   | 14  | 0   |
| 1980 | BUF(3d)  | 11       | 5        | 0        | NE      | 10  | 6   | 0   | MIA     | 8   | 8   | 0   | BAL    | 7   | 9   | 0   | NYJ    | 4   | 12  | 0   |
| 1979 | MIA(3d)  | 10       | 6        | 0        | NE      | 9   | 7   | 0   | NYJ     | 8   | 8   | 0   | BUF    | 7   | 9   | 0   | BAL    | 5   | 11  | 0   |
| 1978 | NE(2d)   | 11       | 5        | 0        | MIA(4w) | 11  | 5   | 0   | NYJ     | 8   | 8   | 0   | BUF    | 5   | 11  | 0   | BAL    | 5   | 11  | 0   |
| 1977 | BAL(2d)  | 10       | 4        | 0        | MIA     | 10  | 4   | 0   | NE      | 9   | 5   | 0   | BUF    | 3   | 11  | 0   | NYJ    | 3   | 11  | 0   |
| 1976 | BAL(2d)  | 11       | 3        | 0        | NE(4d)  | 11  | 3   | 0   | MIA     | 6   | 8   | 0   | NYJ    | 3   | 11  | 0   | BUF    | 2   | 12  | 0   |
| 1975 | BAL(3d)  | 10       | 4        | 0        | MIA     | 10  | 4   | 0   | BUF     | 8   | 6   | 0   | NYJ    | 3   | 11  | 0   | NE     | 3   | 11  | 0   |
| 1974 | MIA(d)   | 11       | 3        | 0        | BUF(d)  | 9   | 5   | 0   | NE      | 7   | 7   | 0   | NYJ    | 7   | 7   | 0   | BAL    | 2   | 12  | 0   |
| 1973 | MIA(v)   | 12       | 2        | 0        | BUF     | 9   | 5   | 0   | NE      | 5   | 9   | 0   | NYJ    | 4   | 10  | 0   | BAL    | 4   | 10  | 0   |
| 1972 | MIA(v)   | 14       | 0        | 0        | NYJ     | 7   | 7   | 0   | BAL     | 5   | 9   | 0   | BUF    | 4   | 9   | 1   | NE     | 3   | 11  | 0   |
| 1971 | MIA(s)   | 10       | 3        | 1        | BAL(c)  | 10  | 4   | 0   | NE      | 6   | 8   | 0   | NYJ    | 6   | 8   | 0   | BUF    | 1   | 13  | 0   |
| 1970 | BAL(v)   | 11       | 2        | 1        | MIA(d)  | 10  | 4   | 0   | NYJ     | 4   | 10  | 0   | BUF    | 3   | 10  | 1   | BOS    | 2   | 12  | 0   |

#### AFL東地区
- BUF:バッファロー・ビルズ、HOU:ヒューストン・オイラーズ、BOS:ボストン・ペイトリオッツ、NY:ニューヨーク・タイタンズ→ニューヨーク・ジェッツ、MIA:マイアミ・ドルフィンズ
- 括弧内の文字はV：スーパーボウル（AFL-NFLワールドチャンピオンシップゲーム）優勝、s：スーパーボウル敗退・AFL優勝、a：AFL決勝敗退、d：ディビジョナルプレイオフ敗退、v：AFL優勝（AFL-NFLワールドチャンピオンシップゲーム設立前）

| 年                 | 地区優勝 | 地区優勝 | 地区優勝 | 地区優勝 | 2位    | 2位 | 2位 | 2位 | 3位    | 3位 | 3位 | 3位 | 4位    | 4位 | 4位 | 4位 | 5位    | 5位 | 5位 | 5位 |
| 年                 | チーム   | 勝       | 負       | 分       | チーム | 勝  | 負  | 分  | チーム | 勝  | 負  | 分  | チーム | 勝  | 負  | 分  | チーム | 勝  | 負  | 分  |
| ------------------ | -------- | -------- | -------- | -------- | ------ | --- | --- | --- | ------ | --- | --- | --- | ------ | --- | --- | --- | ------ | --- | --- | --- |
| 1969               | NY(d)    | 10       | 4        | 0        | HOU(d) | 6   | 6   | 2   | BOS    | 4   | 10  | 0   | BUF    | 4   | 10  | 0   | MIA    | 3   | 10  | 1   |
| 1968               | NY(V)    | 11       | 3        | 0        | HOU    | 7   | 7   | 0   | MIA    | 5   | 8   | 1   | BOS    | 4   | 10  | 0   | BUF    | 1   | 12  | 1   |
| 1967               | HOU(a)   | 9        | 4        | 1        | NY     | 8   | 5   | 1   | BUF    | 4   | 10  | 0   | MIA    | 4   | 10  | 0   | BOS    | 3   | 10  | 1   |
| 1966               | BUF(a)   | 9        | 4        | 1        | BOS    | 8   | 4   | 2   | NY     | 6   | 6   | 2   | HOU    | 3   | 11  | 0   | MIA    | 3   | 11  | 0   |
| スーパーボウル開始 |          |          |          |          |        |     |     |     |        |     |     |     |        |     |     |     |        |     |     |     |
| 1965               | BUF(a)   | 10       | 3        | 1        | NY     | 5   | 8   | 1   | BOS    | 4   | 8   | 2   | HOU    | 4   | 10  | 0   |        |     |     |     |
| 1964               | BUF(v)   | 12       | 2        | 0        | BOS    | 10  | 3   | 1   | NY     | 5   | 8   | 1   | HOU    | 4   | 10  | 0   |        |     |     |     |
| 1963               | BOS(a)   | 7        | 6        | 1        | BUF(d) | 7   | 6   | 1   | HOU    | 6   | 8   | 0   | NY     | 5   | 8   | 1   |        |     |     |     |
| 1962               | HOU(a)   | 11       | 3        | 0        | BOS    | 9   | 4   | 1   | BUF    | 7   | 6   | 1   | NY     | 5   | 9   | 0   |        |     |     |     |
| 1961               | HOU(v)   | 10       | 3        | 1        | BOS    | 9   | 4   | 1   | NY     | 7   | 7   | 0   | BUF    | 6   | 8   | 0   |        |     |     |     |
| 1960               | HOU(v)   | 10       | 4        | 0        | NY     | 7   | 7   | 0   | BUF    | 5   | 8   | 1   | BOS    | 5   | 9   | 0   |        |     |     |     |

## スタジアム
1984年からナショナル・フットボール・カンファレンスのニューヨーク・ジャイアンツが1976年の開場時から使用していたジャイアンツ・スタジアムをホームスタジアムとしている。「間借り」ではなく「共用」ではあるが同スタジアムはジャイアンツ色が強く、また2チームともニューヨーク市内から移転してしまった状態になっている。ニューヨーク市による2012年のオリンピック誘致においてメインスタジアムとしてマンハッタン地区に新スタジアム(en:West Side Stadium)を建設する計画が持ち上がり、実現したならばジェッツの新本拠地となる予定だったが結局開催地選定ではロンドンに敗れ、また市からもMLBのヤンキース、メッツもそれぞれ新球場建設予定であることから予算が認められず、この計画は白紙に戻ってしまった。そのため現在はニュージャージー・メドウランズに両チームの新本拠地（メドウランズ・スタジアム）が建設された。2010年シーズンから供用される同スタジアムでのシーズン開幕戦はコイントスでジャイアンツに譲ったもののマンデーナイトフットボールでジェッツも利用することが決まった。

## 主な選手

### 永久欠番
| ニューヨーク・ジェッツ 永久欠番一覧 |                        |               |              |           |
| 背番号                              | 名前                   | 名前          | ポジション   | 在籍期間  |
| 12                                  | ジョー・ネイマス       | Joe Namath    | QB           | 1965–1976 |
| 13                                  | ドン・メイナード       | Don Maynard   | WR           | 1960–1972 |
| 28                                  | カーティス・マーティン | Curtis Martin | RB           | 1998–2006 |
| 73                                  | ジョー・クレッコ       | Joe Klecko    | DL           | 1977–1987 |
| 90                                  | デニス・バード         | Dennis Byrd   | DL           | 1989–1992 |
|                                     | ウィーブ・ユーバンク   | Weeb Ewbank   | ヘッドコーチ | 1963–1973 |

これ以外に80番はウェイン・クレベットの2005年試合中の怪我による引退以降誰も着けていない。

### プロフットボール殿堂
| プロフットボール殿堂入りメンバー一覧 |                            |                     |                        |                     |        |
| 選手                                 |                            |                     |                        |                     |        |
| 背番号                               | 名前                       | 名前                | ポジション             | 在籍期間            | 選出年 |
| 12                                   | ジョー・ネイマス           | Joe Namath          | QB                     | 1965–1976           | 1985   |
| 13                                   | ドン・メイナード           | Don Maynard         | WR                     | 1960–1972           | 1987   |
| 44                                   | ジョン・リギンズ           | John Riggins        | RB                     | 1971–1975           | 1992   |
| 42                                   | ロニー・ロット             | Ronnie Lott         | DB                     | 1993–1994           | 2000   |
| 81                                   | アート・モンク             | Art Monk            | WR                     | 1994                | 2008   |
| 28                                   | カーティス・マーティン     | Curtis Martin       | RB                     | 1998–2005           | 2012   |
| 4                                    | ブレット・ファーヴ         | Brett Favre         | QB                     | 2008                | 2016   |
| 99                                   | ジェイソン・テイラー       | Jason Taylor        | DE                     | 2010                | 2017   |
| 21                                   | ラダニアン・トムリンソン   | LaDainian Tomlinson | RB                     | 2010–2011           | 2017   |
| 68                                   | ケビン・マワイ             | Kevin Mawae         | C                      | 1998–2005           | 2019   |
| 22, 24                               | タイ・ロー                 | Ty Law              | CB                     | 2005, 2008          | 2019   |
| 22                                   | エド・リード               | Ed Reed             | S                      | 2013                | 2019   |
| 75                                   | ウィンストン・ヒル         | Winston Hill        | OT                     | 1963–1976           | 2020   |
| 27                                   | スティーブ・アトウォーター | Steve Atwater       | S                      | 1999                | 2020   |
| 65                                   | アラン・ファニカ           | Alan Faneca         | OG                     | 2008–2009           | 2021   |
| コーチ・エグゼクティブ               |                            |                     |                        |                     |        |
| 名前                                 | 名前                       | 名前                | 役職                   | 在籍期間            | 選出年 |
| サミー・ボウ                         | サミー・ボウ               | Sammy Baugh         | ヘッドコーチ           | 1960–1961           | 1963   |
| ブルドッグ・ターナー                 | ブルドッグ・ターナー       | Bulldog Turner      | ヘッドコーチ           | 1962                | 1966   |
| ウィーブ・ユーバンク                 | ウィーブ・ユーバンク       | Weeb Ewbank         | ヘッドコーチ           | 1963–1973           | 1978   |
| ビル・パーセルズ                     | ビル・パーセルズ           | Bill Parcells       | ヘッドコーチ GM        | 1997–1999 1997–2000 | 2013   |
| ロン・ウルフ                         | ロン・ウルフ               | Ron Wolf            | パーソナルディレクター | 1990–1991           | 2015   |

### リング・オブ・オナー
- 12 ジョー・ネイマス QB 1965–1976
- 13 ドン・メイナード WR 1960–1972
- 28 カーティス・マーティン RB 1998–2006
- 75 ウィンストン・ヒル OL 1963–1976
- 73 ジョー・クレッコ DL 1977–1987
- — ウィーブ・ユーバンク コーチ 1963–1973
- 60 ラリー・グランザム LB 1960-1972
- 81 ゲーリー・フィルビン DL 1964–1972
- 24 フリーマン・マクニール RB 1981–1992
- 88 アル・ツーン WR 1985–1992
- 85 ウェズリー・ウォーカー WR 1977–1989
- 99 マーク・ガスティノー DE 1979–1988
- 93 マーティ・ライオンズ DT 1979–1989
- 80 ウェイン・クレベット WR 1995–2005
- — レオン・ヘス オーナー 1968–1999
- 32 エマーソン・ブーザー RB 1966–1975
- 41 マット・スネル RB 1964–1972
- 68 ケビン・マワイ C 1998–2005

### オールタイム・フォー・ディケイド・チーム

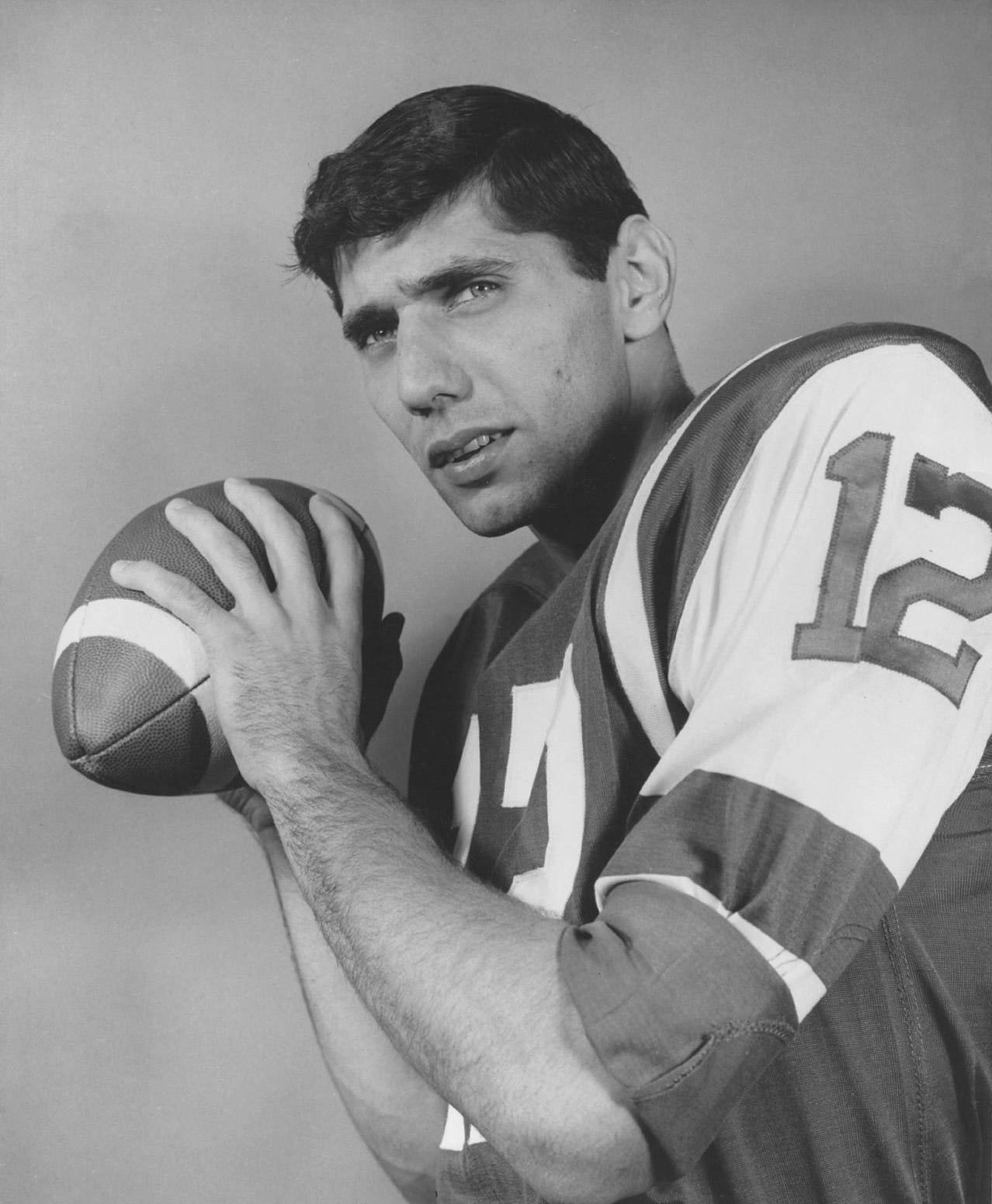
ジョー・ネイマス（1965年）

## 歴代ヘッドコーチ
- サミー・ボウ (1960-1961)
- ブルドッグ・ターナー (1962)
- ウィーブ・ユーバンク (1963-1973)
- チャーリー・ウィナー (1974-1975)
- ケン・シップ (1975)
- ルー・ホルツ (1976)
- マイク・ホロバック (1976)
- ウォルト・マイケルズ (1977-1982)
- ジョー・ウォルトン (1983-1989)
- ブルース・コスレット (1990-1993)
- ピート・キャロル (1994)
- リッチ・コータイト (1995-1996)
- ビル・パーセルズ (1997-1999)
- アル・グロー (2000)
- ハーマン・エドワーズ (2001-2005)
- エリック・マンジーニ (2006-2008)
- レックス・ライアン (2009-2014)
- トッド・ボウルズ (2015-2018)
- アダム・ゲイズ (2019-2020)
- ロバート・サラー (2021-2024)
- ジェフ・ウルブリッチ (2024) (暫定)
- アーロン・グレン (2025-)

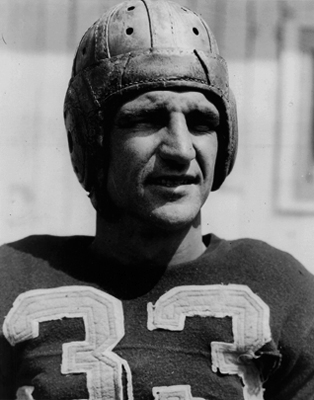
サミー・ボウ
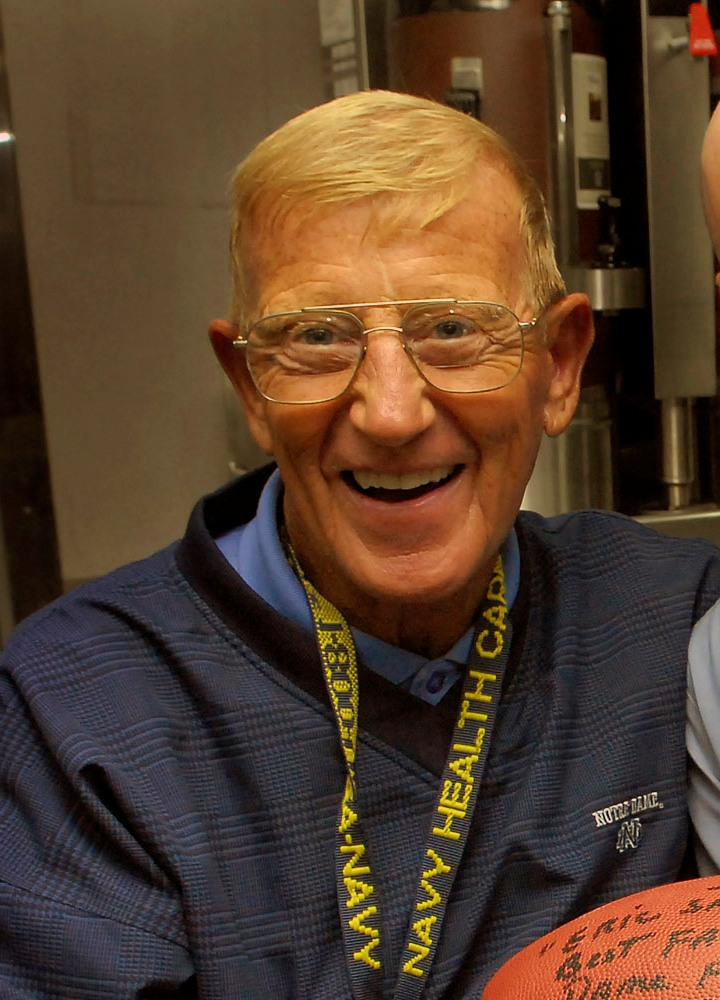
ルー・ホルツ
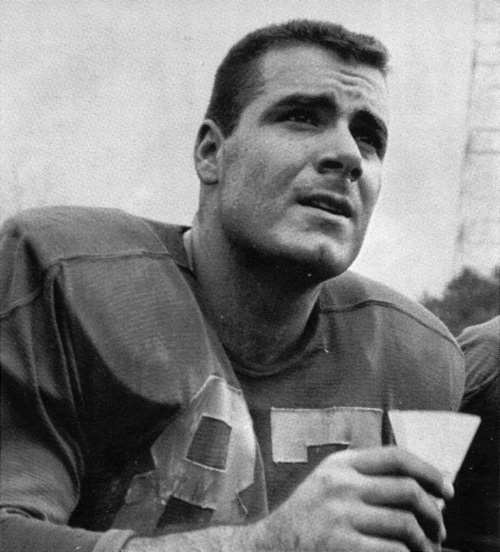
ジョー・ウォルトン
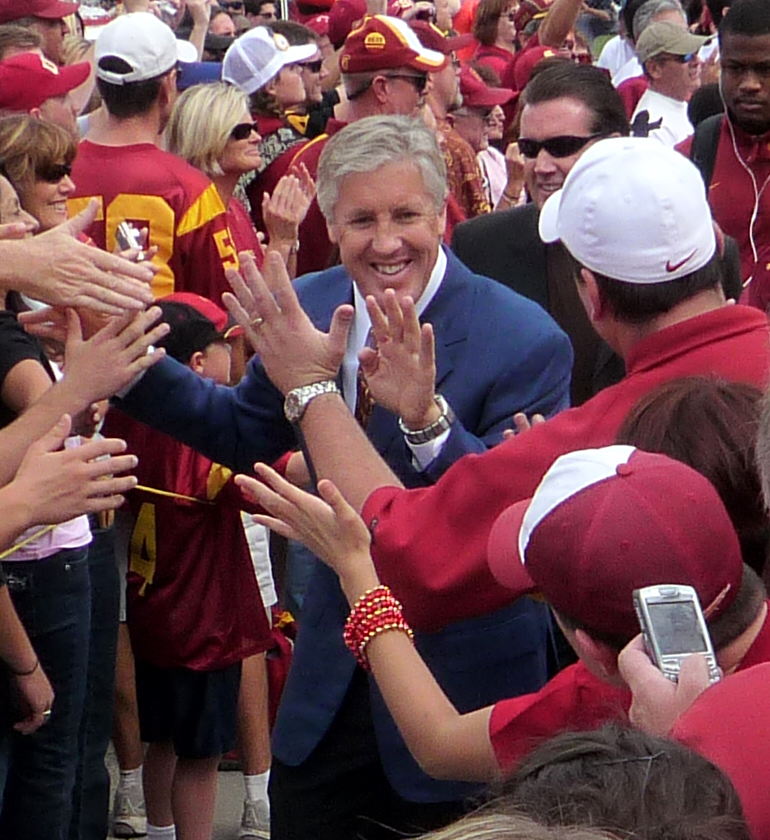
ピート・キャロル
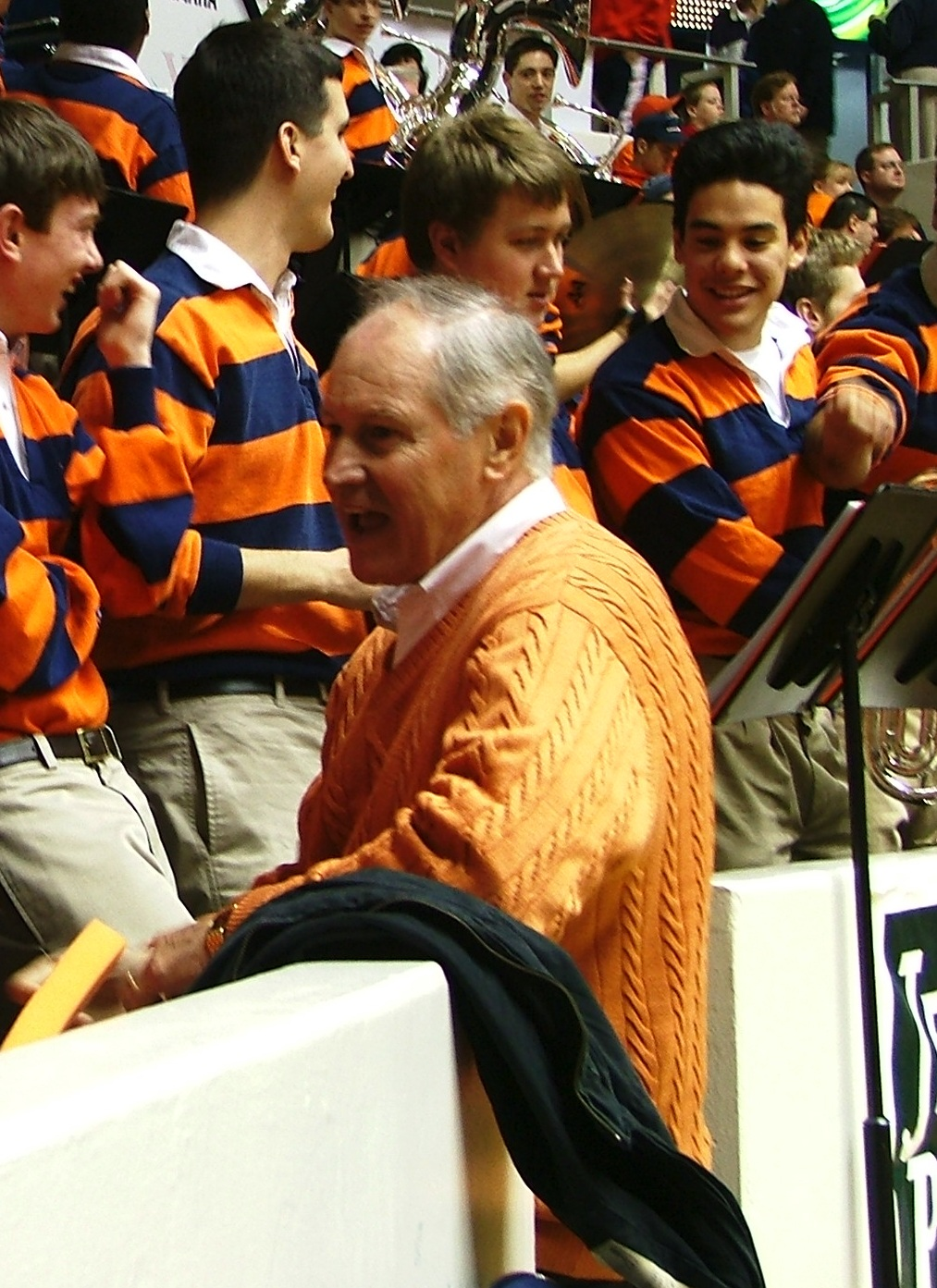
アル・グロー
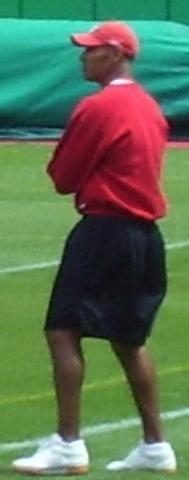
ハーマン・エドワーズ
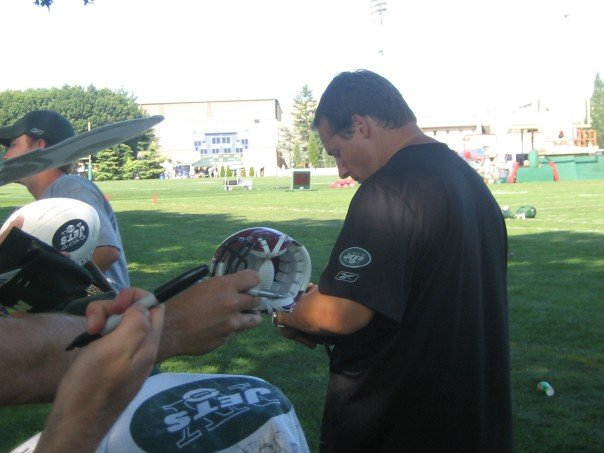
エリック・マンジーニ
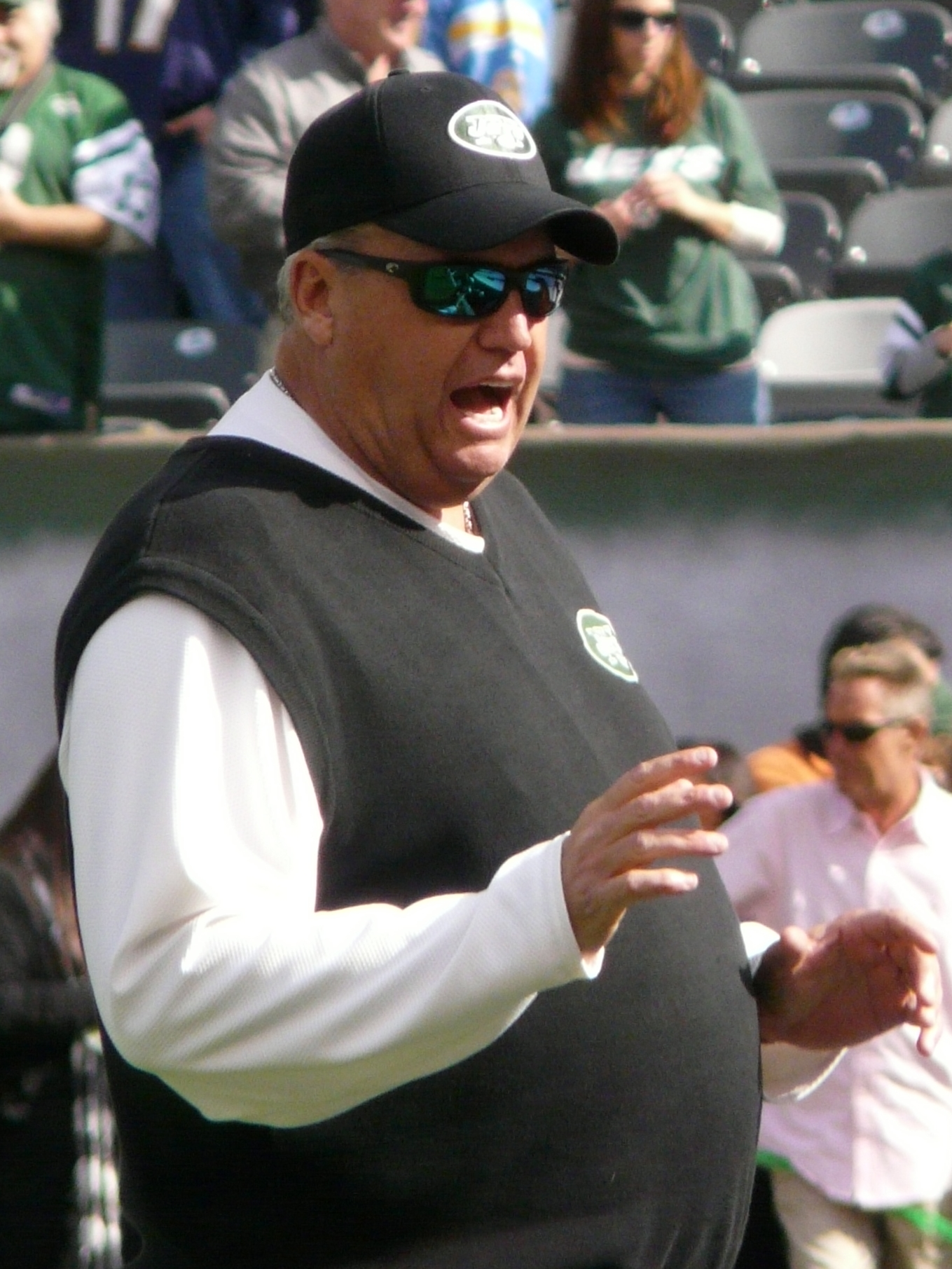
レックス・ライアン

## その他
- 2003年にプレシーズンゲーム、アメリカンボウルに出場するために来日している[43]。

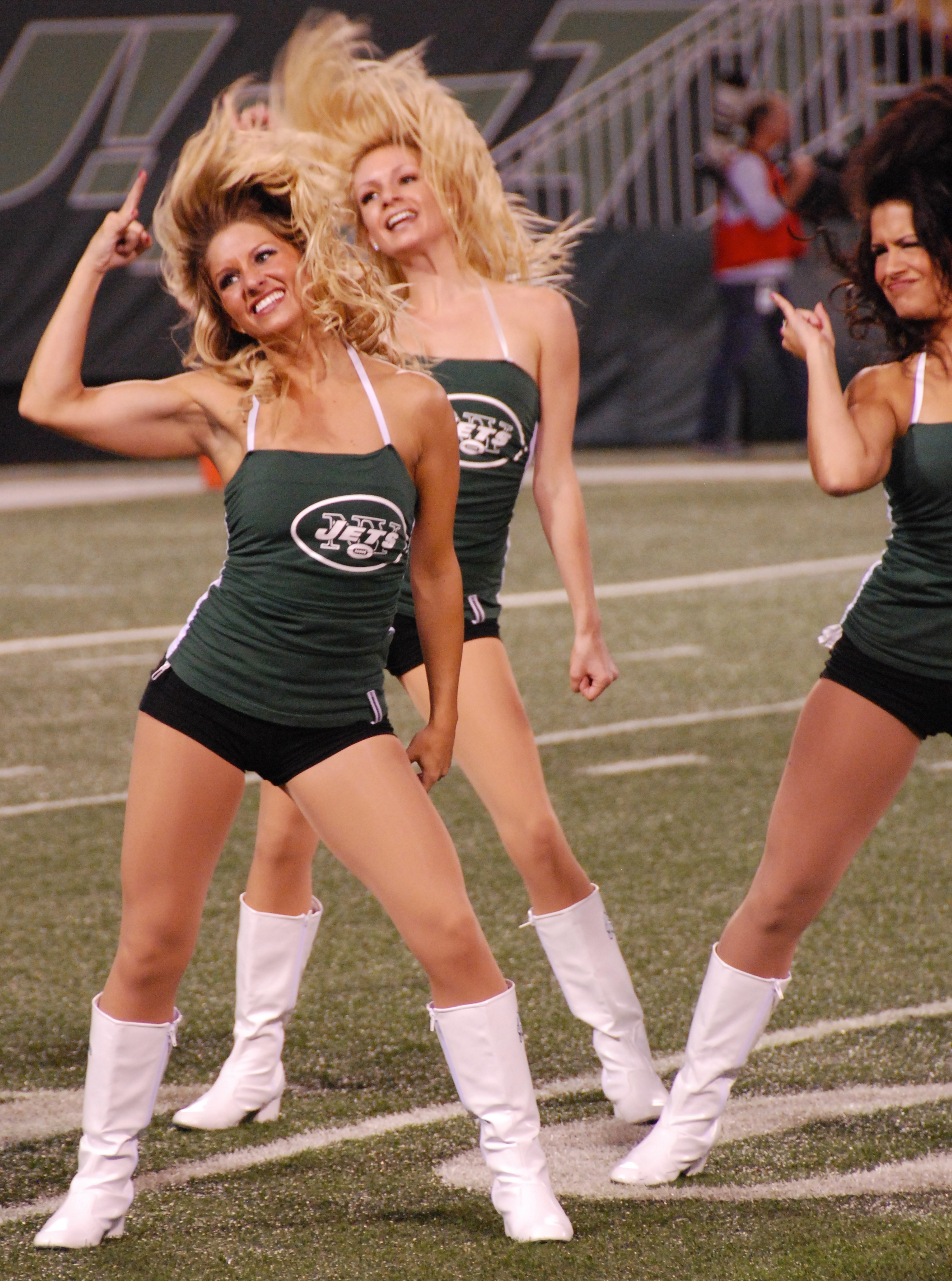
ジェッツ・チアリーダー
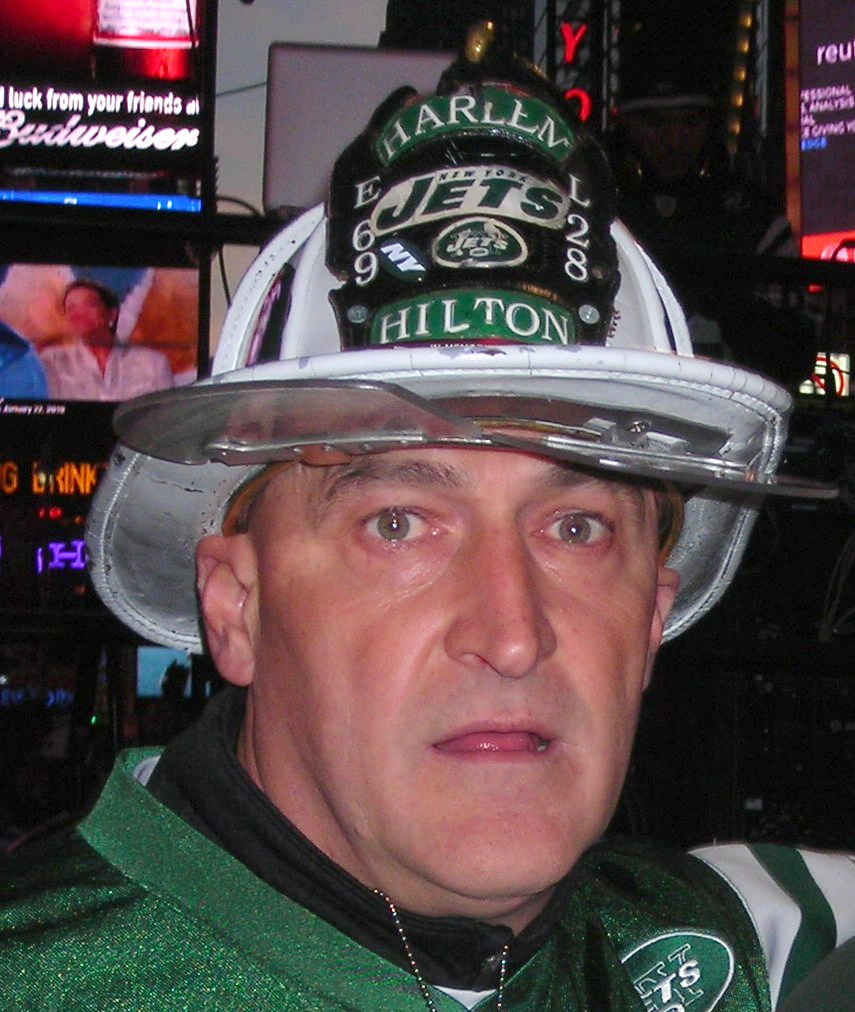
ファイヤーマン・エド